# ダズハント
『ダズハント』は、筒井哲也による日本の漫画作品。著者のウェブサイトでウェブ漫画として公開されていたが、後にスクウェア・エニックスから単行本が出版された。

## あらすじ
老人介護サービス会社で働くナカニシは、営業成績が上がらず、毎日のように上司から叱責を受けていた。ストレスを溜めるナカニシは、インターネットで出会った「エクサム」と名乗る人物とのチャットで上司への愚痴をこぼしていたところ、エクサムからストレス発散のいいゲームがあると紹介される。怪しい雰囲気を感じながらも、ナカニシは「ダズハント」というゲームにエントリーする。そのダズハントとは、自身が所持するマーキーと呼ばれる機器を守りつつ、他の参加者が所持するマーキーを強奪して賞金を稼ぐという、非常に暴力的なゲームだった。ナカニシは次第にゲームにのめり込み、会社を辞めてゲームで生活費を稼ぐようになる。やがてゲームに慣れて生ぬるさを感じていた頃に、エクサムからエクストラゲームの紹介を受ける。迷わずエクストラゲームに参加したナカニシだったが、そこでナカニシはある人物と出会う。

## ゲームの詳細
本作品の中核となる「ダズハント」というゲームには、以下のルールが設定されている。まず、ゲームにエントリーするために、指定された口座に入会金を振り込み、偽名で私書箱を開設する。入会金を振り込んでから3日後、私書箱に「マーキー」と呼ばれる携帯電話や、マーキーの位置を示す「ブラウザ」というPDAなど、ゲームに必要なアイテムが梱包された小包が届く。
ゲームの開始時刻・開催場所の事前告知はいっさいされず、ゲームがいつどこで始まるのかは、そのときにならないと分からない。ゲーム開始の知らせはマーキーを通じて行われ、終了時刻とホストアンテナの場所が告知される。ゲームは自分のマーキーを守りながら他の参加者のマーキーを奪うことが主眼となっており、参加者はゲーム終了まで自分のマーキーを他の参加者から守らなければならない。ゲーム終了後、所持しているマーキーの数に応じて賞金が支払われる。賞金はマーキー1つにつき10万円で、自分が最初から所持しているマーキーも賞金に含まれる。他者のマーキーはどのような方法で奪っても構わない。逆に自分のマーキーを奪われるとゲームオーバーになる。また、ホストアンテナが発する電波の範囲から外れて圏外になったマーキーには、賞金が支払われない。
参加者のゲーム攻略法も様々で、自分のマーキー分の賞金を得るために逃げ回るだけの「チキン」、マーキーを一度手放して地面などに放置し、そのマーキーを狙う獲物を遠隔攻撃する「アンブッシュ」、複数人で協力する「チーム」、連携を組んだチームが仲間割れをした際、漁夫の利を狙ってマーキーを奪う「ハイエナ」、主に逃げ回る参加者に狙いを定めてマーキーを奪う「チキン狩り」などの戦法が作中では描かれていた。
さらに、時刻・場所が不明確な通常のゲームとは別に、あらかじめ開催時刻と場所が決められた「エクストラゲーム」が存在する。エクストラゲームの賞金は通常のゲームより高額だが、自分のマーキーは賞金に加算されないうえにゲームの上級者が参加するため、命を落とす危険性があるという設定である。
本作品の終盤に、ダズハントは警察と犯罪被害者の遺族などによって考案された、犯罪者同志を殺し合わせるための治安維持策であることが明かされている。

## 登場人物
ナカニシ
本作品の主人公である青年。過去におやじ狩りをしており、特殊警棒を使用していたことから「K坊（ケーぼう）」というあだ名があり、ハンドルネームに使用している。ホームレスに暴行を加えていたところを咎めてきた会社員に重傷を負わせ、少年院に入所した経歴を持つ。出所後は老人介護サービス会社に勤めるが、営業成績は芳しくなく、上司から叱責を受ける。エクサムの勧めでダズハントに参加し、会社を辞めてのめりこんでいく。「チキン狩り」を主な戦法とするが、好戦的な参加者に対しても積極的に対応する武闘派である。会社を辞めた後はゲーム中で威圧感を出すために、髪をショートの金髪に染めて無数のピアスを着けた。エクストラゲームで夏樹ちひろが操る犬・エクサムによって頸部を食いちぎられ、死亡した。
エクサム
ナカニシにゲームを紹介した人物。「エクサム」はハンドルネームであり、その由来は飼っている犬の名前からきている。その正体は、過去にナカニシによって重傷を負わされ、後に自殺した会社員の娘、夏樹ちひろである。
ナカニシの上司
ナカニシが勤めている会社の上司。ナカニシに対して激しい叱責や少年院あがりをなじるなどのパワーハラスメントを繰り返す。突然退職したナカニシを不審に思い、彼が使用していた会社のノートパソコンを調べたことからダズハントの存在を知り、ゲームに参加する。ナカニシに頭部流血の怪我を負わせて追い詰めるが、消火器で殴られて返り討ちにされる。
ヨシキ
ナカニシの旧友。ナカニシと共におやじ狩りに参加した過去を持つ。エクサムに誘われてエクストラゲームに参加するが、重傷を負ってゲームから脱落する。ナカニシにエクサムから逃げるよう警告した。
夏樹祐介
ナカニシ達によって重傷を負わされた会社員。家族に迷惑をかけたことを苦にし、生命保険を残して自殺する。
夏樹ちひろ
夏樹祐介の娘で、父親を敬愛している。夏樹祐介が自殺した際の第一発見者でもある。父親の自殺後は、部屋に篭ってパソコンに向かう毎日を過ごす。その正体は「エクサム」であり、警察庁にダズハントを考案した犯罪被害者遺族の1人である。ナカニシをダズハントのエクストラゲームに誘い、調教した飼い犬・エクサムでナカニシの頸部を食いちぎらせた。
夏樹由美
祐介の妻でちひろの母親。部屋に篭りきりの娘を心配する。

## 書誌情報
ダズハント（ヤングガンガンコミックス） ISBN 978-4-7575-1447-8